# 利克陨石坑
利克陨石坑（Lick）是月球正面位于危海西南边沿的一座大残迹坑，约形成于早雨海世，其名称取自美国企业家和慈善家詹姆斯·利克（James Lick，1796年-1876年），1935年被国际天文学联合会正式批准接受。

## 描述

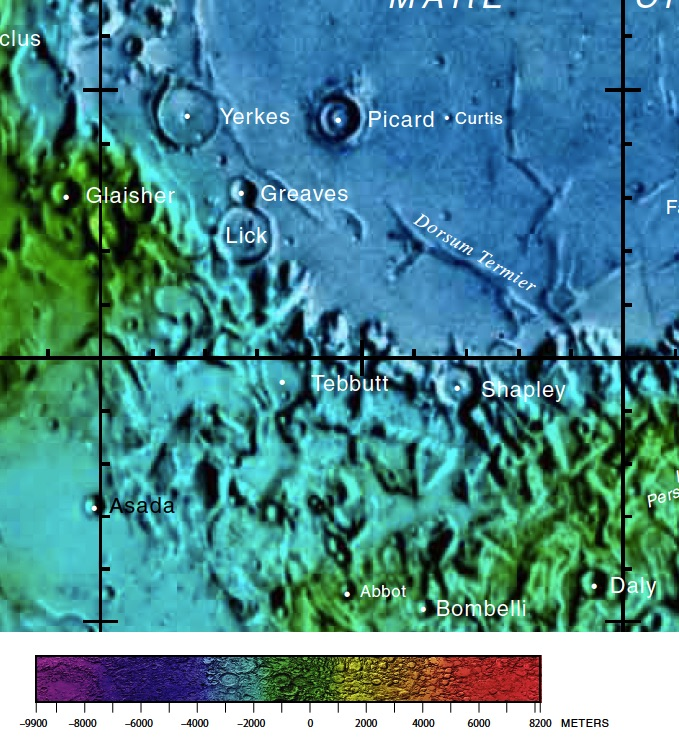
利克陨石坑周边图，月球正面区域图。

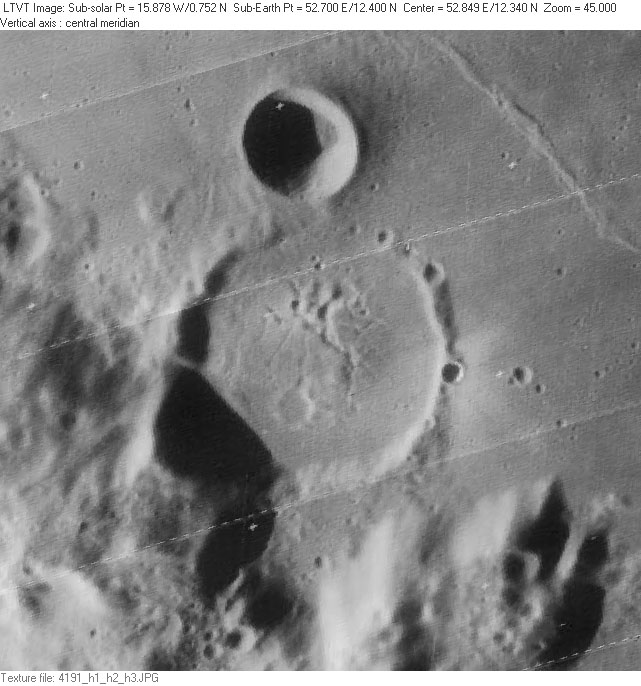
月球轨道器4号拍摄的利克陨石坑和格里夫斯陨石坑(上)

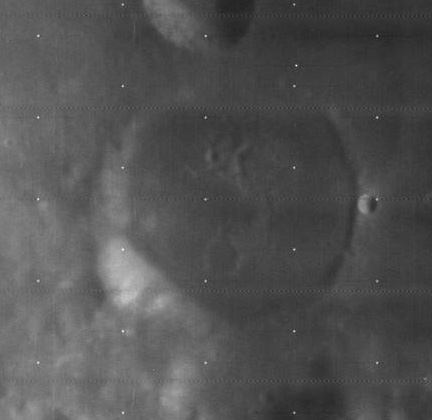
月球轨道器4号拍摄的图像

该陨坑西北偏西毗邻格莱舍陨石坑、北面与较小的格里夫斯陨石坑相接壤，沙普利陨石坑位于它的东侧、南面则是特巴特陨石坑。利克陨石坑的西边坐落着睡沼，它后面是浩瀚的静海；陨坑的北面横亘着奥佩尔山脊、东面则是绵延的泰尔米埃山脊。
该陨坑的中心月面坐标为12°22′N 52°50′E / 12.36°N 52.84°E，直径31.6公里，深度约300米。
利克陨石坑外观呈圆形，南北二侧各有一处裂口，西南侧连接了残存的卫星坑利克 A,东侧外坡附靠着一座拥有明亮射纹系统的无名撞击坑。
陨坑保存最完整的是它的西南侧，坑壁高达3540米。碗状的坑底已被幽暗的玄武岩熔岩掩没，表面散布有数座细小的陨坑，中心区地表略微隆起，北部分布有一些沟壑；南部则坐落着一座被淹没的小撞击坑。

## 卫星陨石坑

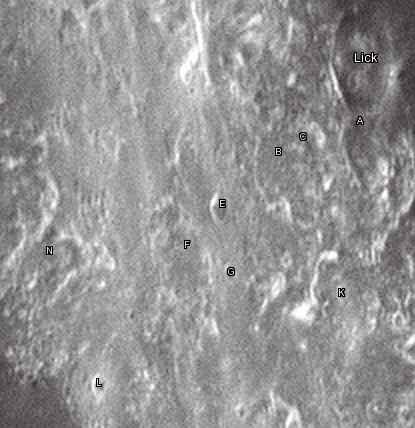
周边卫星坑图

按照惯例，最靠近利克陨石坑的卫星坑在月图上以字母标注在该坑中心点的旁边。
| 利克 | 纬度    | 经度    | 直径    |
| ---- | ------- | ------- | ------- |
| A    | 11.5° N | 52.8° E | 23 公里 |
| B    | 11.2° N | 51.4° E | 24 公里 |
| C    | 11.5° N | 52.0° E | 9 公里  |
| E    | 10.6° N | 50.7° E | 8 公里  |
| F    | 10.1° N | 50.2° E | 22 公里 |
| G    | 10.1° N | 50.9° E | 5 公里  |
| K    | 10.2° N | 52.8° E | 6 公里  |
| L    | 8.7° N  | 49.0° E | 5 公里  |
| N    | 9.7° N  | 47.9° E | 23 公里 |

- 卫星坑利克 D于1935年被国际天文学联合会更名为格里夫斯陨石坑。

## 另请参阅
- 小行星1951 利克